# Jake Holmes
Jake Holmes (San Francisco (Californië), 28 december 1939) is een Amerikaans singer-songwriter en jingle schrijver, die zijn opnamecarrière begon in de jaren 1960. Holmes, bekend door zijn beschouwende teksten, is de originele schrijver van het nummer "Dazed and Confused", later populair geworden door Led Zeppelin. In Nederland had hij in 1970 een kleine hit met So Close. Holmes schreef ook de jingle voor Gillette, "The Best A Man Can Get".
Jake Holmes schreef in 1970 ook het nummer Her Song. Dit nummer is in Nederland bekend geworden in de vertaling van Michel van der Plas onder de titel Voor Haar, gezongen door Frans Halsema.
- International Standard Name Identifier: 0000 0000 4557 5829
- Library of Congress Control Number: no97075884
- MusicBrainz: e1c69c84-5941-4c57-a041-2808d4d88db4
- Nationale Bibliotheek van Tsjechië: xx0216593
- Virtual International Authority File: 16835018
- WorldCat: E39PBJh4tq3rYCr8v8Ych3hvHC